# Malin 1
Malin 1 (ou PGC 42102) est une lointaine galaxie géante à faible brillance de surface située dans la constellation de la Chevelure de Bérénice. Sa vitesse par rapport au fond diffus cosmologique est de 25 115 ± 23 km/s, ce qui correspond à une distance de Hubble de 370,4 ± 25,9 Mpc (∼1,21 milliard d'al). Malin 1 a été découverte par l'astronome anglo-australien David Malin en 1986.

## Classification
La plupart des sources consultées classifient Malin 1 comme étant une galaxie spirale plus ou moins barrée,. Sa morphologie est en réalité bien plus complexe, se constituant d'un disque interne classique et d'un disque externe très étendu et plus faible (voir la prochaine section, ci-dessous) . Son disque interne, parfois considéré comme son disque principal, présente la morphologie d'une galaxie lenticulaire barrée (SB0/a).

## Caractéristiques et dimensions
On peut décrire la morphologie de Malin 1 selon deux caractéristiques bien distinctes: un premier disque central et lumineux (disque interne), et un second très vaste et de faible luminosité (disque externe).
Le premier disque s'apparente à celui d'une galaxie de type lenticulaire, plutôt banale. Son rayon est égale à environ 10 kpc (∼32 600 al). Le second disque, lui, présente une structure vaguement spirale et une faible très luminosité. Ce dernier semble être un composant photométriquement distinct et non une simple extension du disque interne.
L'ensemble de la galaxie atteint une envergure d'environ 200 kpc (∼652 000 al), soit cinq fois plus vaste que notre propre galaxie, la Voie lactée. D'autres observations plus récentes (2016) suggèrent que le disque externe serait encore plus vaste avec un rayon de 130 kpc, soit une envergure totale d'environ 260 kpc (∼848 000 al), faisant potentiellement de Malin 1 l'une des plus grandes galaxies de l'Univers connues  ce jour.
Une étude réalisée en 2011 a permis la découverte d'une seconde galaxie plus petite, Malin 1B, située à environ 14 kpc (∼45 700 al) du centre de la galaxie géante. On pense que les deux galaxies sont en interaction gravitationnelle, ce qui pourrait partiellement expliquer la morphologie particulière de Malin 1. En ce qui concerne l'origine de sa morphologie globale, on pense qu'elle pourrait être due à une collision frontale passée avec une autre galaxie plus massive,.

## Galerie

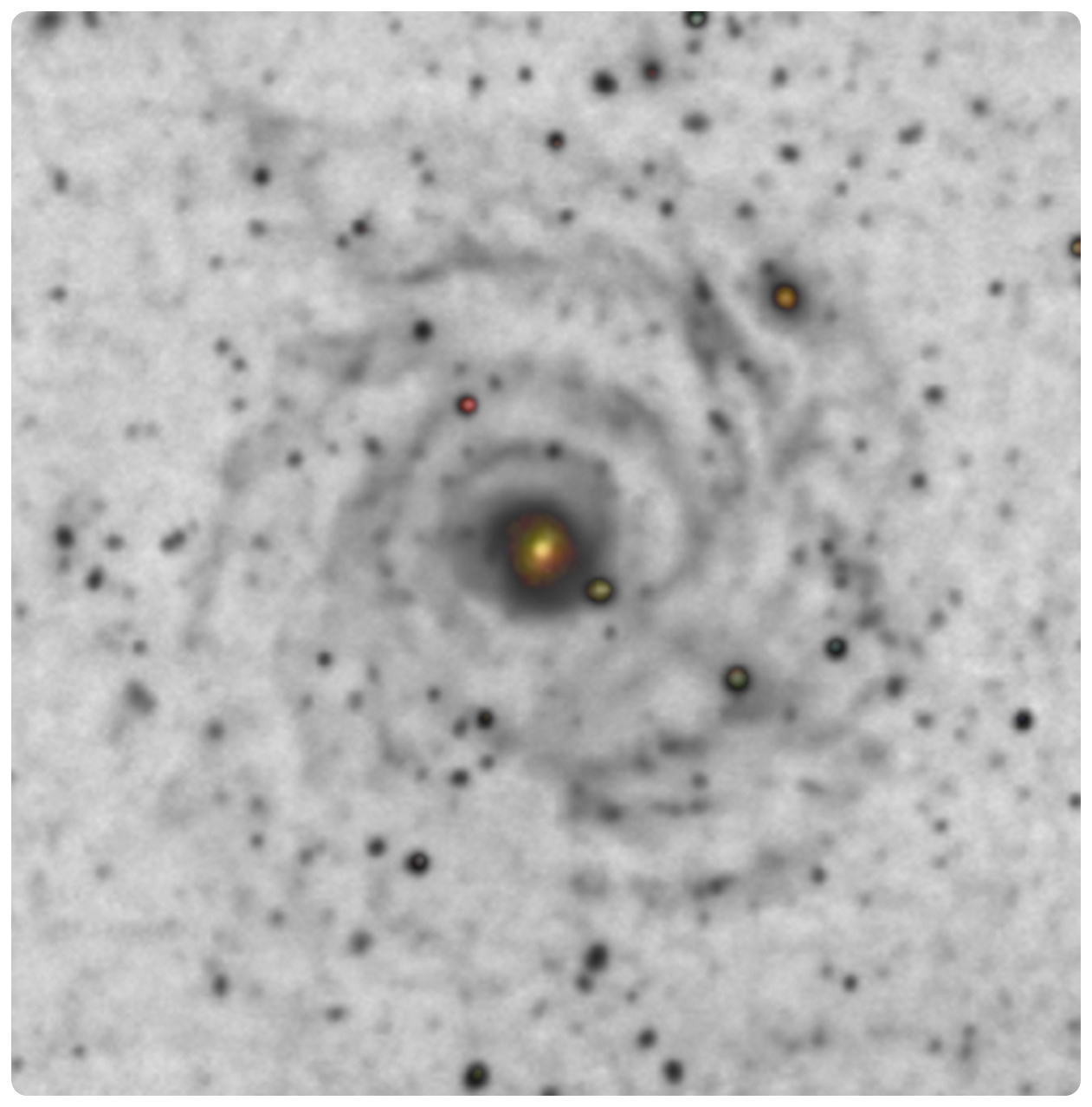
Vue du vaste disque externe de Malin 1. La région centrale jaunâtre correspond au disque interne de la galaxie.
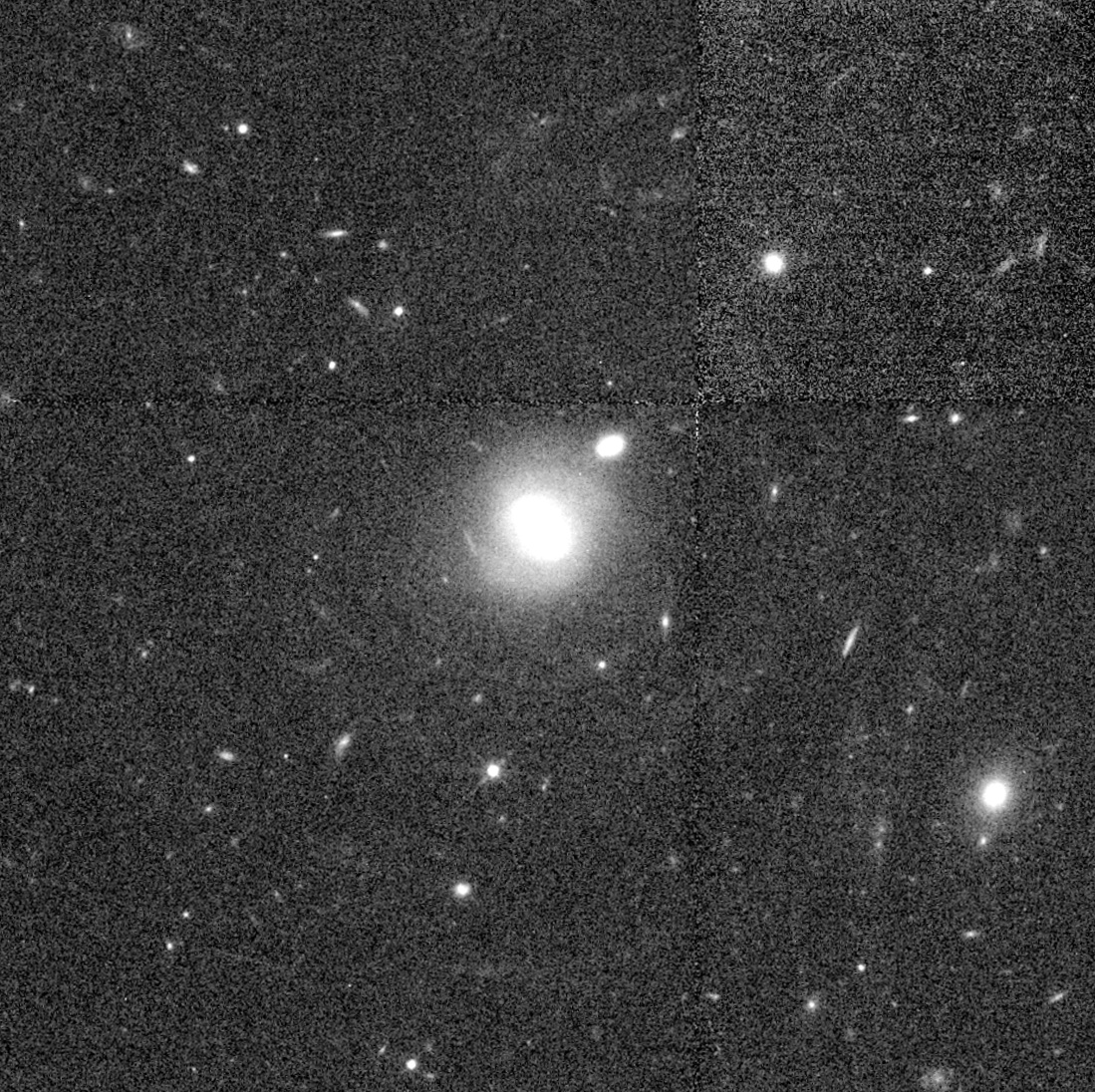
Malin 1 imagée par le télescope spatial Hubble.